# Omul de Denisova
Omul de Denisova sau denisovanul (Homo denisovensis) este o specie de hominid, ale cărui vestigii au fost descoperite în peștera Denisova din Munții Altai.
Era o rudă apropiată a omului de Neandertal și a dispărut în urmă cu 30.000 de ani.

## Galerie

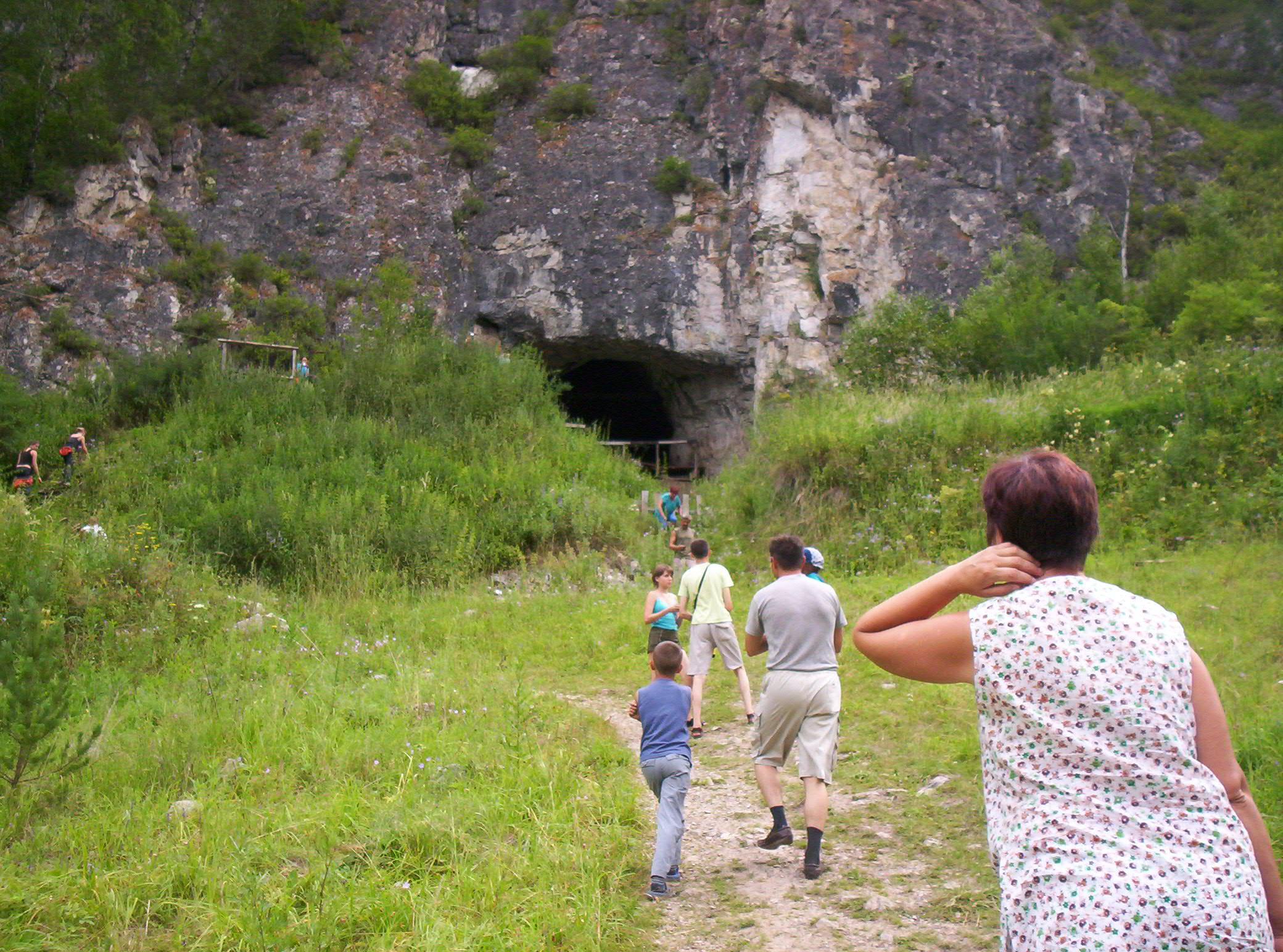
Turişti la peştera Denisova, unde a fost descoperită noua specie de hominid